# パーシヴァル プロヴォスト
P.56 プロヴォスト
P.56 プロヴォスト T.1 XF877号機(1967年9月撮影)
- 用途：初等練習機
- 分類：練習機
- 設計者：ヘンリー・ミリサー（英語版）
- 製造者：パーシヴァル・エアクラフト（英語版）
- 運用者

  -  イギリス空軍
  -  ミャンマー空軍
  -  イラク空軍
  -  アイルランド空軍
  -  マレーシア空軍
  -  オマーン空軍
  -  スーダン空軍
  -  アイルランド空軍
  -  ローデシア空軍
  -  ジンバブエ空軍
- 初飛行：1950年2月24日
- 生産数：461機
- 運用開始：1953年
- 退役：1969年（イギリス空軍）
- 運用状況：退役

P.56 プロヴォスト（Percival P.56 Provost）は、1950年代に英空軍の初等練習機である。長年使用された後でターボジェットエンジン機の設計に応用された。
尾輪式の固定降着装置を持つ並列複座、低翼単葉の設計で、英空軍でプレンティス練習機の後継となった。

## 設計と開発
プロヴォストはパーシヴァル プレンティスの代替の基本練習機となる英国航空省の要求仕様 T.16/48に則って設計された。英国航空省は、更に新型の高性能レシプロエンジン練習機を規定した運用要求仕様 257（Operational Requirement 257）を発行した。アームストロング・シドレー チータ 18エンジンを装着した試作初号機が1950年2月24日に初飛行を行ったが、後の試作機と量産機ではエンジンがアルヴィス レオニデスに変更された。
ハンドレページ H.P.R 2との評価試験を受け、プロヴォストが生産に移されることが決められ、1951年に最初の発注がなされた。461機が製造され、1956年に生産は終了した。その後プロヴォストはジェット・プロヴォストの基礎となり、英空軍での練習機の座を引き継いだ。

## 運用の歴史
プロヴォストは1953年に英空軍に就役した。前任機プレンティスの2倍の出力を持ち、より高い性能と運動性を有していた。1960年代初めにジェット・プロヴォストに代替されるまで英空軍で練習機として使用され、最後の機体が1969年に退役するまで数機のプロヴォストは使用され続けた。退役した数機の機体は整備用に登録され、機体とエンジンの整備士の訓練に使用された。少なくとも5機のプロヴォストが民間の所有で現存している。

## 派生型
- プロヴォスト T.Mk 1：英国空軍向け2座基本練習機
- プロヴォスト Mk 51：アイルランド航空軍向け非武装輸出型
- プロヴォスト Mk 52：ローデシア空軍向け武装輸出型
- プロヴォスト Mk 53：ビルマ、イラク、アイルランド、スーダン向け武装輸出型

## 運用

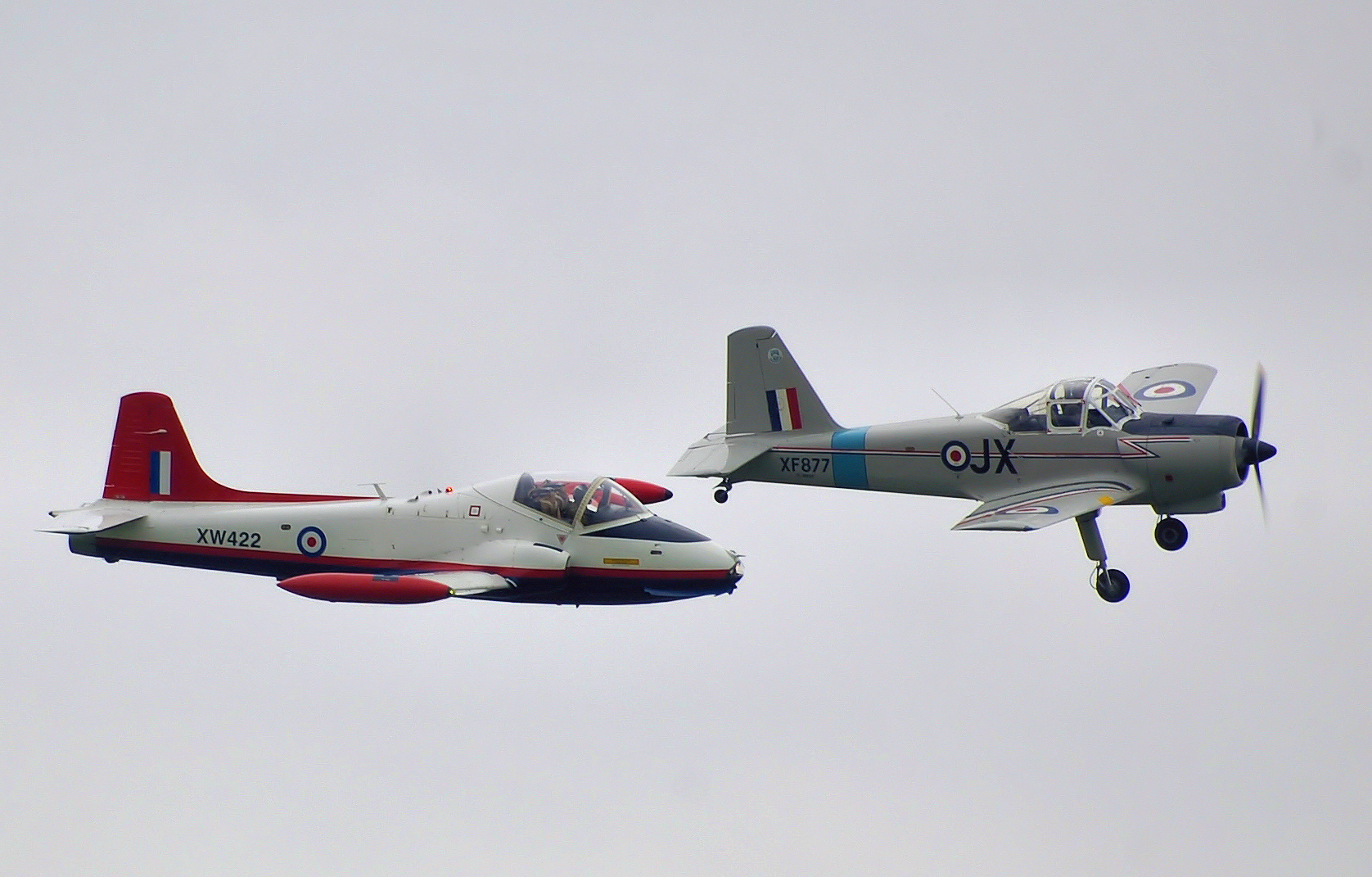
編隊を組むレシプロエンジンのプロヴォスト T 1とジェット・プロヴォスト T.5a

ミャンマー（ ビルマ）
- ミャンマー（ビルマ）空軍
2000年代に入り、保管されていた退役済みの機体がイギリスの民間業者に売却された。
1機がネピドーの国防博物館で展示されている。

 イラク
- イラク空軍

 アイルランド
- アイルランド空軍

 マレーシア
- マレーシア空軍

 オマーン
- オマーン空軍

 ローデシア
- ローデシア空軍

 スーダン
- スーダン空軍（英語版）

 イギリス
- イギリス空軍

## 要目

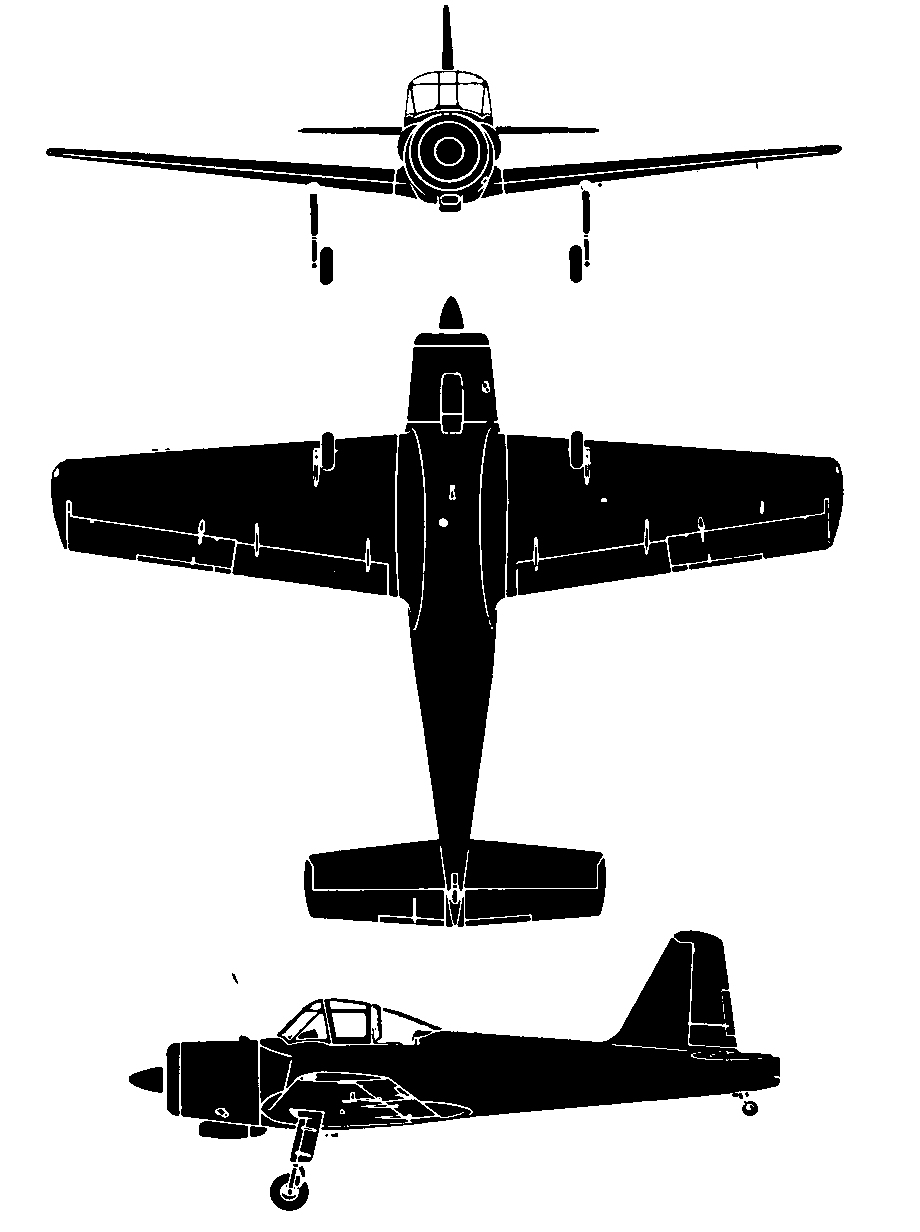
Percival Provost T.1

（T.Mk 1）World Encyclopedia of Military Aircraft
- 乗員：2名
- 全長：8.73 m (28 ft 6 in)
- 全幅：10.7 m (35 ft 0 in)
- 全高：3.70 m (12 ft 0 in)
- 翼面積：19.9 m² (214 ft²)
- 翼面荷重：100 kg/m² (20.6 lb/ft²)
- 空虚重量：1,523 kg (3,350 lb)
- 全備重量：1,995 kg (4,399 lb)
- エンジン：アルヴィス レオニデス 9気筒 星型エンジン 1基　550 hp (410 kW)
- 最大速度：320 km/h (170 knots, 200 mph)
- 航続距離：1,020 km (560 nm, 650 mi)
- 航続時間：4時間
- 巡航速度：211 km/h (114 knots, 131 mph)
- 巡航高度：7,620 m (25,000 ft)
- 上昇率：11.2 m/秒 (2,200 ft/分)